# Leucosyrinx canyonensis
Leucosyrinx canyonensis là một loài ốc biển săn mồi cỡ nhỏ, là động vật thân mềm chân bụng sống ở biển trong họ Turridae.